# Magnimyiolia hunana
Magnimyiolia hunana är en tvåvingeart som beskrevs av Wang 1996. Magnimyiolia hunana ingår i släktet Magnimyiolia och familjen borrflugor. Inga underarter finns listade i Catalogue of Life.